# С двумя девушками
«С двумя девушками» (телугу ఇద్దరమ్మాయిలతో, Iddarammayilatho) — индийский фильм режиссёра Пури Джаганатха на языке телугу, вышедший в прокат 31 мая 2013 года. Был озвучен на русский язык по заказу компании Ред Медиа для показа на канале Индия ТВ под названием «За двумя зайцами».
По сюжету фильма девушка, переехав на новое место, находит дневник своей предшественницы, из которого узнаёт историю её любви, а вскоре после этого встречает её возлюбленного, одинокого и печального. Главные роли исполнили Аллу Арджун, Амала Пол и Катрин Треса.
Основное место действия — Барселона и окрестности.

## Сюжет
Аканша приехала в Барселону, чтобы изучать психологию. В комнате, где она поселилась, девушка находит дневник предыдущей жилицы, Комали. В нём Комали рассказывает, как приехала в Испанию учиться музыке и встретила гитариста Санджу. Их знакомство началось неудачно, Санджу сломал скрипку, подаренную Комали отцом. Некоторое время молодые были врагами, но затем между ними вспыхнули чувства совсем другого рода. И всё бы было хорошо, если бы однажды на набережной Комали не засняла на видеокамеру убийство. И хотя девушка сама не заметила, что оказалось у неё на плёнке, съёмку заметили убийцы. Они нашли девушку и попытались её убить, но Санджу вмешался и спас любимую. Молодые люди стали готовиться к свадьбе. На этом записи в дневнике обрывались.
Решив выяснить всё до конца, Аканша отправилась прямиком к Санджу, с которым познакомилась ранее по дороге в колледж, и спросила у него. Парень в ответ рассказал ей, что в тот день, когда в Испанию должны были приехать их родители, Комали была похищена. Санджу пытался её спасти, но один из похитителей зарезал девушку прямо у него на глазах. После этого рассказа Аканша решает, что её задача вернуть счастье в жизнь Санджу и решает влюбить его в себя. Она вновь собирает его группу и заставляет их выступать, повсюду следует за парнем и даже своим родителям заявляет, что выйдет замуж только за Санджу, несмотря на то, что уже помолвлена с другим. Но однажды на улице она узнаёт в толпе прохожих Комали.

## В ролях
- Аллу Арджун — Санджу Редди
- Амала Пол — Комали Шанкарабхаратнам
- Кэтрин Тереза[англ.] — Аканша
- Шавар Али[англ.] — Шавар, мафиози
- Суббараджу[англ.] — брат Шавара
- Рао Рамеш[англ.] — отец Аканши
- Таникелла Бхарани[англ.] — отец Комали
- Нассер[англ.] — отец Санджу
- Туласи[англ.] — мать Комали
- Прагати[англ.] — Суматхи, мать Санджу
- Шриниваса Редди[англ.] — участник группы Санджу
- Кхайум[англ.] — участник группы Санджу
- Брахманандам[англ.] — скрипач Брама, учитель музыки
- Али[англ.] — Гудивада Кришна

## Саундтрек
| №                   | Название             | Исполнители                            | Длительность |
| ------------------- | -------------------- | -------------------------------------- | ------------ |
| 1.                  | «Run Run»            | Апаче Индиан, Шармила, Бэнни Дайял     | 5:03         |
| 2.                  | «Shankarabharanamto» | Мано, Сучит Суресан, Ранина Редди      | 4:25         |
| 3.                  | «Violin Song»        | Дэвид, Анита                           | 4:24         |
| 4.                  | «Ganapati Bappa»     | Сурадж Джаган                          | 3:29         |
| 5.                  | «Top Lechipoddi»     | Сагар, Гита Мадхури                    | 4:18         |
| 6.                  | «Run Run» (Remix)    | Апаче Индиан, Деви Шри Прасад, Шармила | 4:00         |
| Общая длительность: | Общая длительность:  | Общая длительность:                    | 25:43        |

## Критика
| Рейтинги           | Рейтинги |
| Издание            | Оценка |
| ------------------ | --- |
| The Times of India | 3 из 5 звёзд · 3 из 5 звёзд · 3 из 5 звёзд · 3 из 5 звёзд · 3 из 5 звёзд |
| CNN-IBN            | 2 из 5 звёзд · 2 из 5 звёзд · 2 из 5 звёзд · 2 из 5 звёзд · 2 из 5 звёзд |
| Idlebrain.com      | 3 из 5 звёзд · 3 из 5 звёзд · 3 из 5 звёзд · 3 из 5 звёзд · 3 из 5 звёзд |
| Fullhyd.com        | 5,5 из 10 звёзд · 5,5 из 10 звёзд · 5,5 из 10 звёзд · 5,5 из 10 звёзд · 5,5 из 10 звёзд · 5,5 из 10 звёзд · 5,5 из 10 звёзд · 5,5 из 10 звёзд · 5,5 из 10 звёзд · 5,5 из 10 звёзд |

В большинстве отзывов первая половина фильма была названа довольно интересной, в то время как во второй были отмечены существенные недостатки.
Картик Пасупулате из The Times of India заключил, что фильм «стильно снят, но в конечном итоге он ощущается, как невероятно хорошо украшенное блюдо, в котором отсутствует главный ингредиент».
Его коллега А. С. Сашидхар и 123telugu.com добавили, что картине не хватает типичных для Пури сильных диалогов.
Сангита Деви из The Hindu назвал Iddarammayilatho — визуальным и музыкальным удовольствием, не предлагающим ничего нового, но тем не менее интересным.
В отзыве на CNN-IBN было высказано сожаление, что кто-то, кого превозносили за создание отличного криминального триллера, как «Вооружён и очень опасен», прибегает к созданию фильмов, которые не являются ни развлекательными, ни коммерчески правдоподобными.
Idlebrain.com заметил, что прямой конфликт между героем и злодеем сделал бы фильм более интересным.
Дипа Гаримелла с сайта Fullhyd.com сравнила фильм с упаковкой Lay’s — глянцевая упаковка, много воздуха внутри, и он вас не насытит.

## Награды и номинации
| Награды и номинации | Награды и номинации   | Награды и номинации             | Награды и номинации             | Награды и номинации | Награды и номинации |
| Дата                | Награда               | Категория                       | Номинант                        | Результат           | Ссылка              |
| ------------------- | --------------------- | ------------------------------- | ------------------------------- | ------------------- | ------------------- |
| 13 сентября 2014    | SIIMA Awards (Телугу) | Лучшая музыка к песне           | Деви Шри Прасад                 | Номинация           | [ 10 ] [ 11 ]       |
| 13 сентября 2014    | SIIMA Awards (Телугу) | Лучший женский закадровый вокал | Гита Мадхури («Top Lesi Poddi») | Номинация           | [ 10 ] [ 11 ]       |
| 13 сентября 2014    | SIIMA Awards (Телугу) | Лучший женский закадровый вокал | Анита («Violin Song»)           | Победа              | [ 12 ] [ 13 ]       |